# Hugh Longbourne Callendar
Hugh Longbourne Callendar FRS (Hatherop, Reino Unido de Gran Bretaña e Irlanda, 18 de abril de 1863-Ealing, Reino Unido, 21 de enero de 1930) fue un físico británico. Nació en Hatherop como el hijo mayor del reverendo Hugh Callendar, un rector anglicano local. Se casó con Victoria Mary Stewart en 1894, con la que tuvo res hijos (Leslie Hugh Callendar, Guy Stewart Callendar y Max Victor Callendar) y una hija, Cecil Callendar.
Fue profesor de física en el Royal Holloway College entre 1883 y 1893, momento en el que fue nombrado catedrático de física en la Universidad McGill en Montreal, Canadá. Sus hijos Leslie, Cecil y Guy nacieron durante su estancia en McGill. Hugh diseñó los primeros experimentos de rayos X con éxito en producir imágenes en hospitales en Canadá. Volvió a Inglaterra en 1898 para ocupar la cátedra Quain de física en el Royal College of Science. Su sucesor en McGill fue Ernest Rutherford, el padre de la física nuclear, que escribió que a Callendar se le veía como un «genio universal». En 1906 Callendar recibió la Medalla Rumford por su trabajo experimental sobre el calor.
En 1907, Callendar pasó a ocupar una cátedra en el Imperial College de Londres, donde permanecería hasta su muerte en 1930. Realizó abundantes investigaciones en las propiedades del vapor a altas temperaturas, y durante la Primera Guerra Mundial utilizó tecnología de imágenes de rayos X para mejorar los motores de los aviones.
Los intereses y aficiones de Callendar incluían la astronomía, el estudio de la naturaleza, el tiro deportivo, la gimnasia, el fútbol, el tenis y los trabajos manuales, incluyendo la automoción.
Falleció de neumonía en su casa de Ealing en 1930.
Entre los inventos de Callendar se cuenta un termómetro que permitía la recolección de larga duración de información climática sobre la temperatura.